# 바톡 (영화)
바톡(Bartok The Magnificent)은 미국에서 제작된 게리 골드먼 감독의 1999년 애니메이션, 가족 영화이다. 행크 아자리아 등이 주연으로 출연하였고 돈 블루스 등이 제작에 참여하였다.

## 출연

### 주연
- 행크 아자리아
- 켈시 그래머
- 안드리아 마틴
- 캐서린 오하라

### 조연
- 팀 커리
- 제니퍼 틸리
- 필립 반 다이크
- 다이드리흐 바더

## 제작진
- 제작부: 행크 아자리아
- 소품팀: Kenneth Valentine Slevin
- 배역: 마리온 레빈